# Ібрагімов Гусейн Рустам огли
Гусейн Рустам огли Ібрагімов (15 квітня 1951, село Айибасар, тепер Лачинського району, Азербайджан) — радянський діяч, нафтовик, бурильник морського управління бурових робіт «Нафтові каміння» міста Баку Азербайджанської РСР. Член ЦК КПРС у 1990—1991 роках. Депутат Верховної Ради СРСР 11-го скликання. Народний депутат СРСР (1989—1991).

## Життєпис
У 1968 році закінчив Бакинське міське професійно-технічне училище № 14.
У 1968—1969 роках — помічник бурильника експериментальної контори електробуріння Карадагського району міста Баку Азербайджанської РСР.
З 1969 по 1971 рік служив у Радянській армії.
У 1972 році працював помічником бурильника морського управління бурових робіт «Нафтові каміння» Азербайджанської РСР.
У 1972—1973 роках — шофер будівельно-монтажного управління № 3 міста Якутська Якутської АРСР.
З 1973 року — бурильник морського управління бурових робіт «Нафтові каміння» виробничого об'єднання із видобутку нафти і газу «Каспморнафтогаз» імені ХХІІ з'їзду КПРС у місті Баку Азербайджанської РСР.
Член КПРС з 1984 року.
У 1990-х роках закінчив заочно Азербайджанський інститут нафти і хімії.

## Нагороди і відзнаки
- орден Трудового Червоного Прапора (1986)
- орден «Знак Пошани» (1981)
- медалі
- Заслужений працівник нафтової і газової промисловості Азербайджанської РСР